# سيدني ديكر
سيدني ديكر (بالإنجليزية: Sidney Dekker)‏ هو عالم نفس أسترالي، ولد في 1969.